# Robert (Vorname)
Robert ist ein aus dem Germanischen stammender männlicher Vorname.

## Herkunft und Bedeutung
Robert ist die normannische Namensform von altgermanisch „(H)rod-berht“ (s. Chrodobertus) und bedeutet so viel wie „von glänzendem Ruhm“. Die Bedeutung des althochdeutschen Wortes „hrōd“, „hruod“ ist Ruhm, Ehre und das Wort „beraht“ steht für strahlend, glänzend, stolz.

## Verbreitung
Der Name „Robert“ war im Mittelalter sowohl im deutschen wie auch im französischen Sprachraum verbreitet. Der Name war in erster Linie als Adels- und Herrschername gebräuchlich. Beispielsweise ist Robert der Tapfere (französisch Robert le Fort) der Begründer der nach ihm benannten Familie der Robertiner, eines Zweigs des rheinfränkischen Geschlechts der Rupertiner, dem alle französischen Könige aus dem Haus der Kapetinger und aus den späteren französischen Königshäusern (Haus Valois, Haus Bourbon) entstammten und damit Ahnherr des „Hauses Frankreich“ (Maison de France).
Von der Normandie aus gelangte der Name auf die britische Insel. Im deutschen Raum wurde der Name vergessen und ist erst im 18. Jahrhundert durch die Ritterdichtung und die literarische Verarbeitung der Geschichte der Normannenherzöge wieder eingeführt und beliebt geworden (vgl.: „Robert Guiskard, Herzog der Normänner“ von Heinrich von Kleist, 1803 und „Robert le diable“ von Giacomo Meyerbeer, 1831).
Heute erfreut sich der Name vornehmlich in Nordamerika (häufig auch als Taufname zu „Bob“ verkürzt) größter Beliebtheit, aber auch im deutschen, französischen und romanischen Sprachraum ist der Name sehr verbreitet.

## Varianten
- Rup[p]ert/Rup[p]recht, Süddeutsch und bayrisch
- Robertas, litauisch
- Roberto, italienisch, spanisch und portugiesisch
- Robertus

Weiblich:
- Roberta

Kurzformen:
- Bert
- Bob
- Bobo (Kosename)
- Bobby
- Bobbie
- Rob
- Robbes (luxemburgisch)[3]
- Robin (Name)
- Robbi (auch weiblich)
- Robbie
- Robby
- Röbi (Schweiz)
- Röbke (niederdeutsch)

## Namenstag
Bekannte Namenstage sind:
- 26. Januar
- 17. April
- 7. Juni
- 17. September

## Bekannte Namensträger

### Herrscher
Zu den Herrschern mit dem Namen Robert siehe Hauptartikel: Liste der Herrscher namens Robert

### Heilige
Folgende Heilige trugen den Vornamen Robert:
- Heiliger Robert von Molesme (um 1028–1111), Mitbegründer der Zisterzienser
- Heiliger Robert Bellarmin (1542–1621), jesuitischer Kirchenlehrer
- Heiliger Robert von Turlande (1001–1067), Gründer des Klosters Chaise-Dieu

Siehe auch: Heiliger Rupert zu den Varianten -bert/-brecht

### Deutscher Sprachraum
- Robert Blum (1807–1848), deutscher Politiker, führender Kopf der Demokraten während der Märzrevolution von 1848
- Robert Bosch (1861–1942), deutscher Unternehmer
- Robert Wilhelm Bunsen (1811–1899), deutscher Wissenschaftler
- Robert Havemann (1910–1982), deutscher Chemiker, Regimekritiker in der DDR und Publizist
- Robert Huber (* 1973), deutscher Physiker und Professor
- Robert Jecker (1902–1932), deutscher Motorradrennfahrer
- Robert Koch (1843–1910), deutscher Wissenschaftler und Nobelpreisträger für Physiologie oder Medizin
- Robert Lembke (1913–1989), deutscher Journalist und Fernsehmoderator
- Robert Schumann (1810–1856), deutscher Komponist und Pianist der Romantik
- Robert Spaemann (1927–2018), deutscher Philosoph

### Englischer Sprachraum
- Robert Burns (1759–1796), schottischer Schriftsteller und Poet
- Robert Gottlieb (1931–2023), US-amerikanischer Schriftsteller und Journalist
- Robert Hardt (* 1945), US-amerikanischer Mathematiker und Hochschullehrer
- Robert Hooke (1635–1703), englischer Physiker, Mathematiker und Erfinder
- Robert Hyatt (* 1948), US-amerikanischer Computerschachprogrammierer
- Robert Roy MacGregor (Rob Roy) (1671–1734), schottischer Volksheld
- Robert McNamara (1916–2009), US-amerikanischer Manager und Politiker
- Robert of Newminster († 1159), englischer Mönch und erster Abt von Newminster Abbey
- Robert Oppenheimer (1904–1967), US-amerikanischer Physiker
- Robert Patrick (* 1958), US-amerikanischer Schauspieler
- Robert Francis Prevost (* 1955), Papst Leo XIV.
- Robert „Bobby“ Routch (1948–2024), US-amerikanischer Hornist
- Robert Falcon Scott (1868–1912), britischer Polarforscher
- Robert Sinsheimer (1920–2017), US-amerikanischer  Biophysiker und Molekularbiologe
- Robert Swan (* 1943), kanadischer Skirennläufer

### Französischer Sprachraum
- Robert der Mönch, mittelalterlicher Kleriker aus der Gegend von Reims in Frankreich
- Robert von Arbrissel (≈1045–1116), Gründer des Ordens von Fontevraud
- Robert de Namur (1323–1391), niederländischer Ritter und Adliger im 14. Jahrhundert aus dem Haus Dampierre
- Robert Schuman (1886–1963), französischer Politiker, Gründervater der Europäischen Union
- Robert von Sorbon (1201–1274), französischer Theologe und Hofkaplan, Namensgeber der ersten Universität Frankreichs, der Sorbonne
- Robert de Vogüé (1870–1936), französischer Geschäftsmann, Funktionär, Politiker und Marineoffizier

### Osteuropäischer Sprachraum
- Robert Duchniewicz (* 1991), litauischer Politiker polnischer Herkunft, Bürgermeister der Rajongemeinde Vilnius
- Robert Fico (* 1964), slowakischer Politiker, 2012–2018 und seit 2023 slowakischer Ministerpräsident
- Robert Kovač (* 1974), deutsch-kroatischer Fußballspieler und -trainer
- Robert Lewandowski (* 1988), polnischer Fußballspieler

### Fiktive Namensträger
- Robert le diable, Titelfigur der gleichnamigen Oper
- Robert T-Online, Avatar der Telekom-Werbung
- Der fliegende Robert, Kinderbuchfigur (Struwwelpeter)
- Robert, ein Charakter aus der Kinderserie Sesamstraße
- Kaiser Robert Heinrich, Karikatur eines österreichischen Kaisers in der satirischen Talkshow des ORF Wir sind Kaiser
- Robert „Rocky“ Balboa, Filmfigur der gleichnamigen Filmreihe
- Robert Brocklehurst, Geistlicher im Roman Jane Eyre von Charlotte Brontë
- Robert „Bob“ Andrews, dritter Detektiv der Drei Fragezeichen